# رفیع (آبادان)
رفیع (آبادان)، روستایی از توابع بخش اروندکنار شهرستان آبادان در استان خوزستان ایران است.

## جمعیت
این روستا در دهستان نصار قرار دارد و براساس سرشماری عمومی نفوس و مسکن (۱۳۹۵)، جمعیت آن ۲۷۱ نفر (۷۴ خانوار) بوده‌است.